# صفار (جنس)
صفار (الاسم العلمي Siren)، جنس حيوانات مائية من السلمندر وفصيلة الصفاريات. أنواعه ستة أثنان منها حية والبقية منقرضة، نوع منذ عصر الإيوسين والأنواع الثلاثة منذ العصر الميوسيني.

## الأنواع
- †صفار (Goin & Auffenberg, 1957?)
- †صفار (Herre, 1955?)
- Lesser siren, Siren intermedia (Barnes, 1826)
- Greater siren, Siren lacertina (كارولوس لينيوس, 1766)

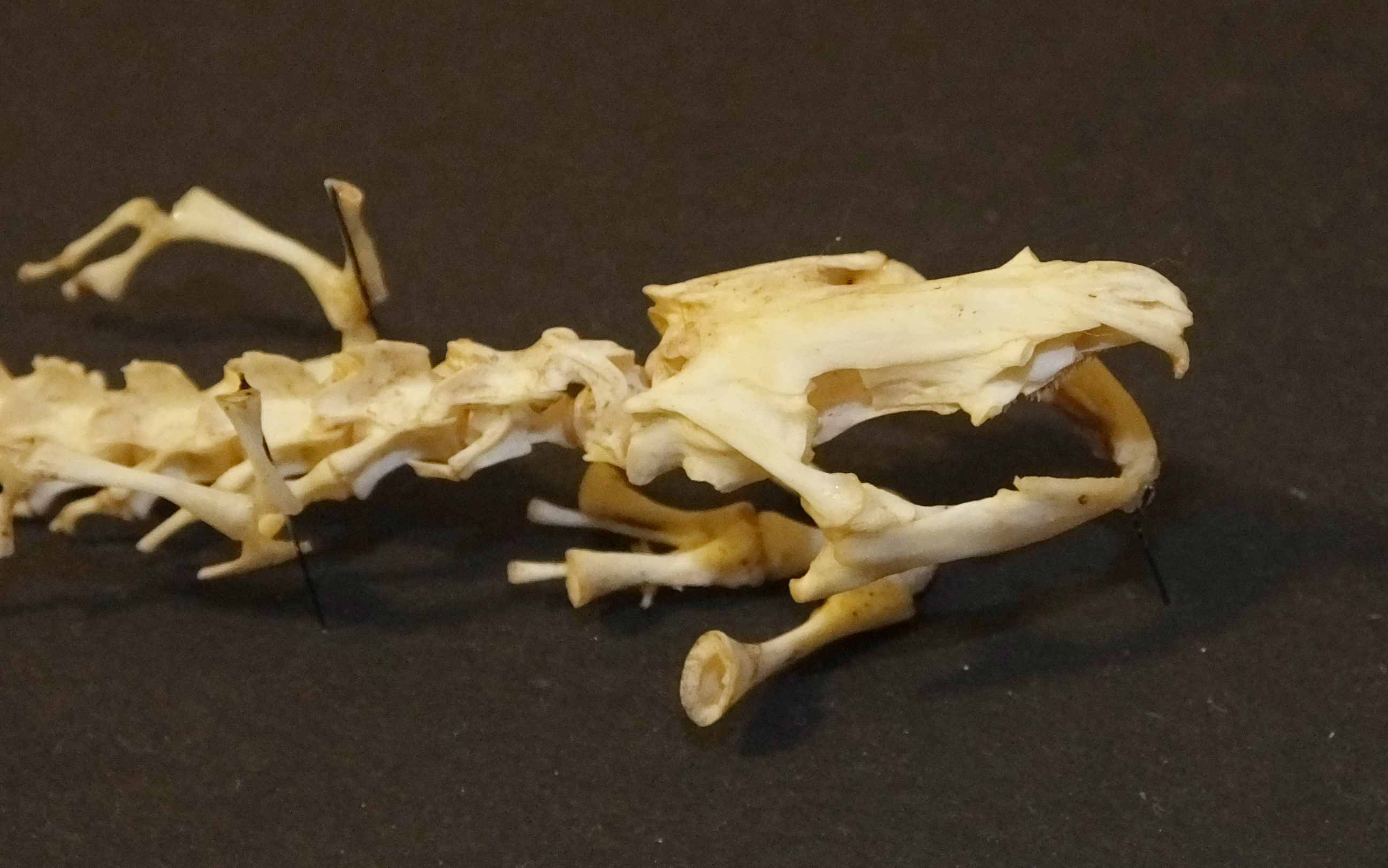
Greater siren skull & hyoid

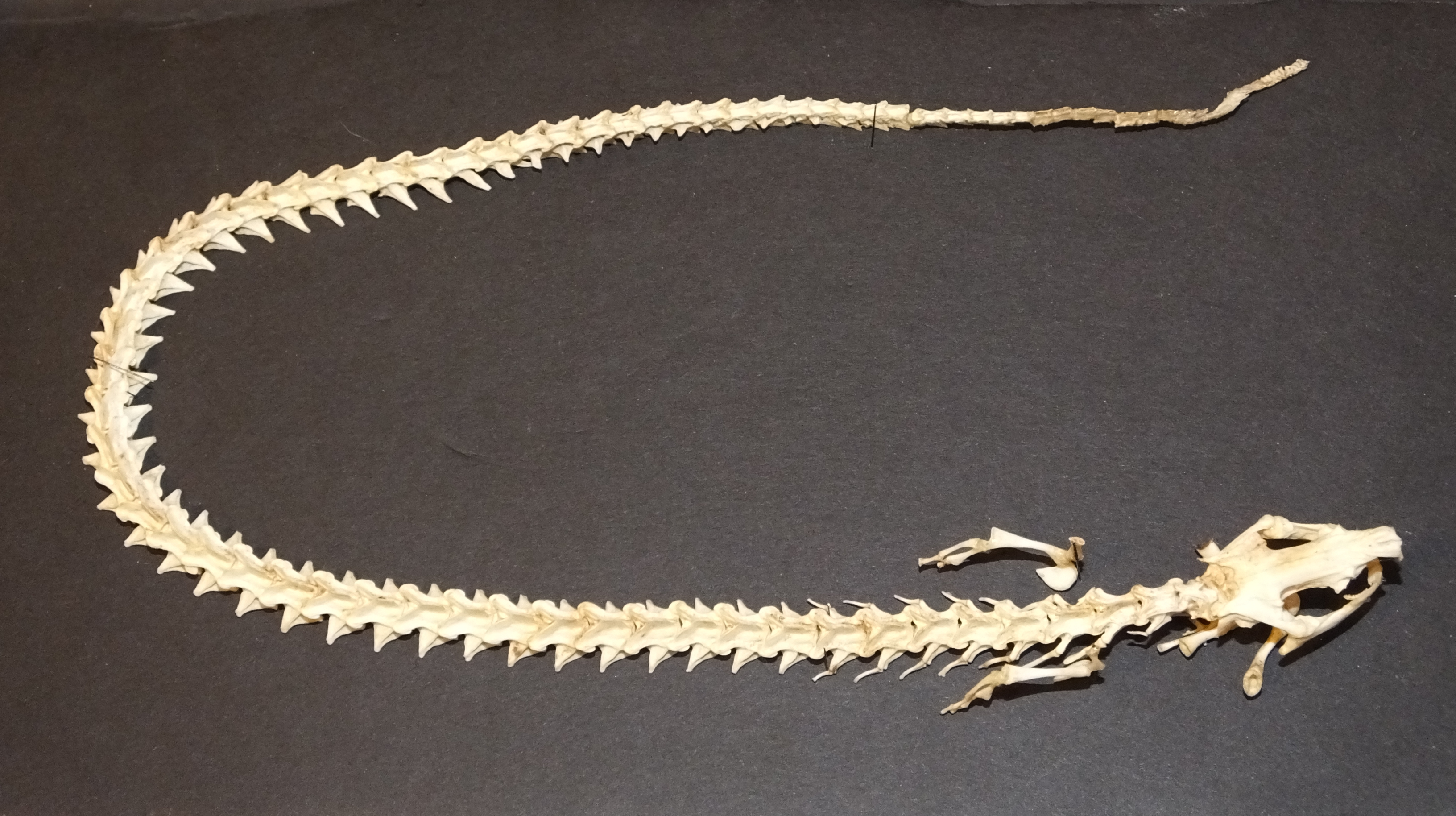
Greater siren skeleton

- †صفار (Holman, 1977?)
- †صفار (Herre, 1955?)